# Leslie Irvine
Leslie Irvine (Enniskillen, 1958. június 23. –) északír nemzetközi labdarúgó-játékvezető.

## Pályafutása

### Nemzeti játékvezetés
1978-ban lett hazája legfelső szintű labdarúgó-bajnokságának játékvezetője.

#### Nemzeti kupamérkőzések
Vezetett Kupa-döntők száma: 4.

##### Északír Kupa
Feljegyzések szerint négy kupadöntőt koordinált.
| Időpont        | Helyszín                      | Mérkőzés típusa | Mérkőzés                                  | Eredmény |
| -------------- | ----------------------------- | --------------- | ----------------------------------------- | -------- |
| 1979.          |                               | döntő           | Lisbellaw United FC–Dunbreen Rovers       | 2 : 1    |
| 1988.          |                               | döntő           | Enniskillen Rangers–Irvinestown Wanderers | 3 : 0    |
| 2003. május 3. | Showground Stadion, Coleraine | döntő           | Coleraine FC–Glentoran FC                 | 1 : 0    |

#### Nemzetközi játékvezetés
Az Északír labdarúgó-szövetség Játékvezető Bizottsága (JB) 1994-ben terjesztette fel nemzetközi játékvezetőnek, a Nemzetközi Labdarúgó-szövetség (FIFA) bíróinak keretébe. Több nemzetek közötti válogatott és klubmérkőzést vezetett.  Az északír nemzetközi játékvezetők rangsorában, a világbajnokság-Európa-bajnokság sorrendjében többedmagával az 1. helyet foglalja el 14 találkozó szolgálatával. Az aktív nemzetközi játékvezetéstől 2004-ben a FIFA 45 éves korhatárát elérve búcsúzott. Nemzetközi mérkőzéseinek száma: 45.

##### Világbajnokság
1991-ben Portugália rendezte az U20-as labdarúgó-világbajnokságot, ahol a FIFA JB bíróként foglalkoztatta.
| Időpont          | Helyszín             | Mérkőzés típusa        | Mérkőzés             | Eredmény | Nézők száma |
| ---------------- | -------------------- | ---------------------- | -------------------- | -------- | ----------- |
| 1991. június 17. | Antas Stadion, Porto | selejtező (B. csoport) | Brazília–Mexikó      | 2 : 2    | 3 500       |
| 1991. június 20. | Városi Stadion, Faro | selejtező (D. csoport) | Spanyolország–Szíria | 0 : 0    | 5 000       |

A világbajnoki döntőhöz vezető úton Egyesült Államokba a XV., az 1994-es labdarúgó-világbajnokságra, Franciaországba a XVI., az 1998-as labdarúgó-világbajnokságra, valamint Dél-Koreába és Japánba a XVII., a 2002-es labdarúgó-világbajnokságra  a FIFA JB bíróként alkalmazta.

##### 1994-es labdarúgó-világbajnokság
| Időpont           | Helyszín                    | Mérkőzés típusa           | Mérkőzés      | Eredmény | Nézők száma |
| ----------------- | --------------------------- | ------------------------- | ------------- | -------- | ----------- |
| 1967. október 28. | Svangaskard Stadion, Toftir | előselejtező (4. csoport) | Feröer–Ciprus | 0 : 2    | 4 500       |

##### 1998-as labdarúgó-világbajnokság
| Időpont          | Helyszín                            | Mérkőzés típusa           | Mérkőzés           | Eredmény | Nézők száma |
| ---------------- | ----------------------------------- | ------------------------- | ------------------ | -------- | ----------- |
| 1996. október 6. | Svangaskard Stadion, Toftir         | előselejtező (6. csoport) | Feröer–Jugoszlávia | 1 : 8    | 1 017       |
| 1997. június 11. | Laugardalsvöllur Stadion, Reykjavik | előselejtező (8. csoport) | Izland–Litvánia    | 0 : 0    | 4 025       |

##### 2002-es labdarúgó-világbajnokság
| Időpont           | Helyszín                        | Mérkőzés típusa                 | Mérkőzés              | Eredmény | Nézők száma |
| ----------------- | ------------------------------- | ------------------------------- | --------------------- | -------- | ----------- |
| 2000. október 7.  | Skonto Stadion, Riga            | előselejtező (6. csoport)       | Litvánia–Belgium      | 0 : 4    | 7 311       |
| 2001. március 28. | Luzsnyiki Stadion, Moszkva      | előselejtező (1. csoport)       | Oroszország–Feröer    | 1 : 0    | 8 000       |
| 2001. június 6.   | North Harbour Stadion, Auckland | Óceánia (OFC) zóna (2. csoport) | Tahiti–Új-Zéland      | 0 : 5    | 2 052       |
| 2001. június 13.  | North Harbour Stadion, Auckland | Óceánia (OFC) zóna (2. csoport) | Új-Zéland–Vanuatu     | 7 : 0    | 1 500       |
| 2001. október 6.  | FK Partizan Stadion, Belgrád    | előselejtező (1. csoport)       | Jugoszlávia–Luxemburg | 6 : 2    | 1 758       |

1995-ben Ecuador rendezte az U17-es labdarúgó-világbajnokságot, ahol a FIFA JB játékvezetői szolgálattal bízta meg. 
| Időpont             | Helyszín                    | Mérkőzés típusa        | Mérkőzés          | Eredmény | Nézők száma |
| ------------------- | --------------------------- | ---------------------- | ----------------- | -------- | ----------- |
| 1995. augusztus 3.  | Központi Stadion, Quito     | selejtező (A. csoport) | Ghána–Japán       | 1 : 0    | 28 000      |
| 1995. augusztus 9.  | Városi Stadion, Ibarra      | selejtező (D. csoport) | Brazília–Kanada   | 2 : 0    | 9 000       |
| 1995. augusztus 13. | Városi Stadion, Guayaquil   | egyik negyeddöntő      | Argentína–Ecuador | 3 : 1    | 10 000      |
| 1995. augusztus 20. | Központi Stadion, Guayaquil | döntő                  | Ghána–Brazília    | 3 : 2    | 30 000      |

##### Európa-bajnokság
Az európai-labdarúgó torna döntőjéhez vezető úton Angliába a X., az 1996-os labdarúgó-Európa-bajnokságra, Belgiumba és Hollandiába a XI., a 2000-es labdarúgó-Európa-bajnokságra, illetve Portugáliába a XII., a 2004-es labdarúgó-Európa-bajnokságra az UEFA JB játékvezetőként foglalkoztatta.

##### 1996-os labdarúgó-Európa-bajnokság
| Időpont           | Helyszín                  | Mérkőzés típusa           | Mérkőzés         | Eredmény | Nézők száma |
| ----------------- | ------------------------- | ------------------------- | ---------------- | -------- | ----------- |
| 1995. október 11. | Tsirion Stadion, Limassol | előselejtező (2. csoport) | Ciprus–Macedónia | 1 : 1    | 4 513       |

##### 2000-es labdarúgó-Európa-bajnokság
| Időpont             | Helyszín                      | Mérkőzés típusa           | Mérkőzés               | Eredmény | Nézők száma |
| ------------------- | ----------------------------- | ------------------------- | ---------------------- | -------- | ----------- |
| 1999. március 27.   | Spyridon Louis Stadion, Athén | előselejtező (2. csoport) | Görögország–Norvégia   | 0 : 2    | 42 571      |
| 1999. szeptember 8. | Pontaise Stadion, Lausanne    | előselejtező (1. csoport) | Svájc–Fehéroroszország | 2 : 0    | 12 500      |

##### 2004-es labdarúgó-Európa-bajnokság
| Időpont             | Helyszín                     | Mérkőzés típusa           | Mérkőzés             | Eredmény | Nézők száma |
| ------------------- | ---------------------------- | ------------------------- | -------------------- | -------- | ----------- |
| 2002. október 12.   | Republican Stadion, Chişinău | előselejtező (3. csoport) | Moldova–Csehország   | 0 : 2    | 3 500       |
| 2003. szeptember 6. | Francia Stadion, Saint-Denis | előselejtező (1. csoport) | Franciaország–Ciprus | 5 : 0    | 50 132      |